# Jean-Henri Ravina
Jean-Henri Ravina est un pianiste virtuose, compositeur et pédagogue français né le 20 mai 1818 à Bordeaux et mort le 30 septembre 1906 à Paris.

## Biographie
Jean-Henri Ravina commence ses études musicales avec sa mère, Eugénie Ravina, célèbre professeur à Bordeaux. À l'âge de 8 ans, il fait sa première apparition publique en interprétant des œuvres de Friedrich Kalkbrenner. Le violoniste Pierre Rode, présent au concert, l'encourage à poursuivre ses études musicales. Le jeune Ravina se rend ensuite à Paris, où il fréquente l'école de musique privée d'Alkan Morhange (père de Charles-Valentin Alkan). Il entre dans la classe de piano de Pierre-Joseph-Guillaume Zimmermann au Conservatoire de Paris, y étudie également le contrepoint avec Anton Reicha et Leborne. En 1834, il reçoit un premier prix d'interprétation au piano.
À 17 ans, Ravina devient professeur-adjoint au Conservatoire. Il démissionne deux ans plus tard pour se consacrer à sa carrière de virtuose. Il fait des tournées, donne des récitals de piano en France, en Espagne et en Russie qui connaissent un grand succès. Il donne aussi des cours comme professeur de musique et acquiert à ce titre une grande réputation. Charles-Valentin Alkan et Antoine François Marmontel, célèbres pianistes français, font partie de ses amis.

## Œuvres
Ravina publie de nombreuses pièces pour piano : études, concertos, rondos, divertimentos, variations et fantaisies. Il réalise une transcription des symphonies de Beethoven pour piano à quatre mains.